# Panjabi MC
Panjabi MC, pseudonimo di Rajinder Singh Rai (Coventry, 14 febbraio 1973), è un cantante, rapper e disc jockey britannico di origini indiane.
Il suo pseudonimo deriva dalle sue origini rintracciabili nel popolo punjabi.
Panjabi MC è famoso per la sua promozione della fusione tra la musica etnica asiatica, il rap e la musica elettronica. Non usa solamente hip hop ma anche altri stili come il jungle (su 100% Proof), UK garage (su Desi) e Reggae (su Desi) nelle sue produzioni.

## Carriera
Ninder Johal di Nachural Records scopre Panjabi MC seguendo un remix di Kuldeep Manak's Ghariah Milan De. Il suo primo 12 pollici Rootz causa controversie per l'uso di campionamenti dalla canzone Muslim per problemi religiosi. Cosicché il singolo viene ritirato dal mercato, ma il cantante d'origine indiana continua a scrivere, incidere e cantare canzoni.
Il successo internazionale esplode con Mundian To Bach Ke (traduzione dal punjabi "Attenzione ai ragazzi") (1998; prima apparizione nell'album Legalised) con il tema mixato della serie TV Supercar con musica bhangra. Questa hit sarà scaricata via internet in Germania e in altre zone europee, tra cui il Regno Unito, strada che poi aprirà a Panjabi il mercato industriale europeo. Nell'estate 2001 Panjabi MC fa il suo primo concerto canadese al Payal Banquet Hall a Mississauga (Ontario).
Una versione successiva di Mundian Bach to Ke (del 2002) sarà rifatta dal rapper Jay-Z chiamata Beware of the boys. Panjabi sarà quindi invitato a molte trasmissioni musicali tra cui la Top of the Pops e il Festival di Sanremo 2003, e la stessa canzone Mundian To Bach Ke sarà uno dei tanti tormentoni radiofonici e televisivi di quell'anno. È la Motivo la casa discografica che porta in Italia questo brano.

## Singoli di successo
- Mundian To Bach Ke (dal 1998 al 2003 in differenti versioni)
- Dhol Jageero Da (In tutto il 2001)
- Backstabbers (In tutto il 2002 con Mark Morrison e Daz Dillinger)
- Jogi (2003)
- Jatt Ho Giya Sharabee (2005)
- Jugga (2006-2007)

## Discografia
- Rootz
- Soluled Out (1993, Nachural Records)
- Another Sell Out (1994, Nachural Records)
- 100% Proof (1995, Nachural Records)
- Grass Roots (1996, Nachural Records)
- Mirza Part Two (EP) (1997, Nachural Records)
- Legalised (1998, Nachural Records)
- Switchin' (EP) (2000, Moviebox)
- Dhol Jageroo Da (2001, Moviebox)
- Desi (2002, Moviebox)
- Indian Breaks (2003, (Compagnia Nuove Indye)
- Mundian To Bach Ke (2003, Compagnia Nuove Indye)
- The Album (2003, Editori vari per ogni nazione)
- Beware (2003, Sequence)
- Steel Bangle (2005, Moviebox)
- Illegal (2006, Nupur Audio)